# Campeonato Brasileiro Série A 2014
Campeonato Brasileiro Série A 2014 var 2014 års säsong av den högsta nationella serien i Brasilien. Totalt deltog 20 lag i serien och alla lag mötte varandra två gånger, en gång på hemmaplan och en gång på bortaplan, vilket innebar 38 omgångar per lag. Serien spelades mellan april och december 2014. De fyra främsta lagen kvalificerade sig för Copa Libertadores 2015, dessutom fick vinnaren av Copa do Brasil 2014 en plats till Copa Libertadores.

## Kvalificering till internationella turneringar
För 2014 tillsattes lagen till Copa Sudamericana genom Copa do Brasil 2014 och inte genom föregående års Série A. Inte heller denna säsong kvalificerar lag till kommande Copa Sudamericana-turneringar. Den högsta nationella serien i Brasilien kvalificerade däremot lag till Copa Libertadores 2015.
- Copa Libertadores 2015
  - Vinnaren av Copa do Brasil 2014: Atlético Mineiro
  - Vinnaren av Série A: Cruzeiro
  - Tvåan i Série A: São Paulo
  - Trean i Série A: Internacional
  - Fyran i Série A: Corinthians

## Tabell
Totalt 20 lag deltog och alla lag mötte de andra lagen två gånger - hemma och borta - vilket gav totalt 38 matcher per lag. De fyra främsta lagen kvalificerade sig för Copa Libertadores 2015 tillsammans med vinnaren av Copa do Brasil 2014.
| Nr | Lag                 | S  | V  | O  | F  | GM | IM | MS  | P  |
| -- | ------------------- | -- | -- | -- | -- | -- | -- | --- | -- |
| 1  | Cruzeiro            | 38 | 24 | 8  | 6  | 67 | 38 | +29 | 80 |
| 2  | São Paulo           | 38 | 20 | 10 | 8  | 59 | 40 | +19 | 70 |
| 3  | Internacional       | 38 | 21 | 6  | 11 | 53 | 41 | +12 | 69 |
| 4  | Corinthians         | 38 | 19 | 12 | 7  | 49 | 31 | +18 | 69 |
| 5  | Atlético MineiroCB  | 38 | 17 | 11 | 10 | 51 | 38 | +13 | 62 |
| 6  | Fluminense          | 38 | 17 | 10 | 11 | 61 | 42 | +19 | 61 |
| 7  | Grêmio              | 38 | 17 | 10 | 11 | 36 | 24 | +12 | 61 |
| 8  | Atlético Paranaense | 38 | 15 | 9  | 14 | 43 | 42 | +1  | 54 |
| 9  | Santos              | 38 | 15 | 8  | 15 | 42 | 35 | +7  | 53 |
| 10 | Flamengo            | 38 | 14 | 10 | 14 | 46 | 47 | −1  | 52 |
| 11 | Sport               | 38 | 14 | 10 | 14 | 36 | 46 | −10 | 52 |
| 12 | Goiás               | 38 | 13 | 8  | 17 | 38 | 40 | −2  | 47 |
| 13 | Figueirense         | 38 | 13 | 8  | 17 | 37 | 47 | −10 | 47 |
| 14 | Coritiba            | 38 | 12 | 11 | 15 | 42 | 45 | −3  | 47 |
| 15 | Chapecoense         | 38 | 11 | 10 | 17 | 39 | 44 | −5  | 43 |
| 16 | Palmeiras           | 38 | 11 | 7  | 20 | 34 | 59 | −25 | 40 |
| 17 | Vitória             | 38 | 10 | 8  | 20 | 37 | 54 | −17 | 38 |
| 18 | Bahia               | 38 | 9  | 10 | 19 | 31 | 43 | −12 | 37 |
| 19 | Botafogo            | 38 | 9  | 7  | 22 | 31 | 48 | −17 | 34 |
| 20 | Criciúma            | 38 | 7  | 11 | 20 | 28 | 56 | −28 | 32 |

CB: Kvalificerade till Copa Libertadores som vinnare av Copa do Brasil 2014.

Färgkoder:
     – Brasilianska mästare och kvalificerade för Copa Libertadores 2015.

     – Kvalificerade för Copa Libertadores 2015.

     – Nedflyttade till Série B 2015.